# Ferdinand Julius Troyer z Troyersteinu
Ferdinand Julius hrabě Troyer z Troyersteinu (německy Ferdinand Julius Graf von Troyer) (20. ledna 1698 Brixen – 5. února 1758 Brno) byl rakouský kníže-biskup, kardinál a v letech 1745–1758 biskup olomoucký.

## Životopis

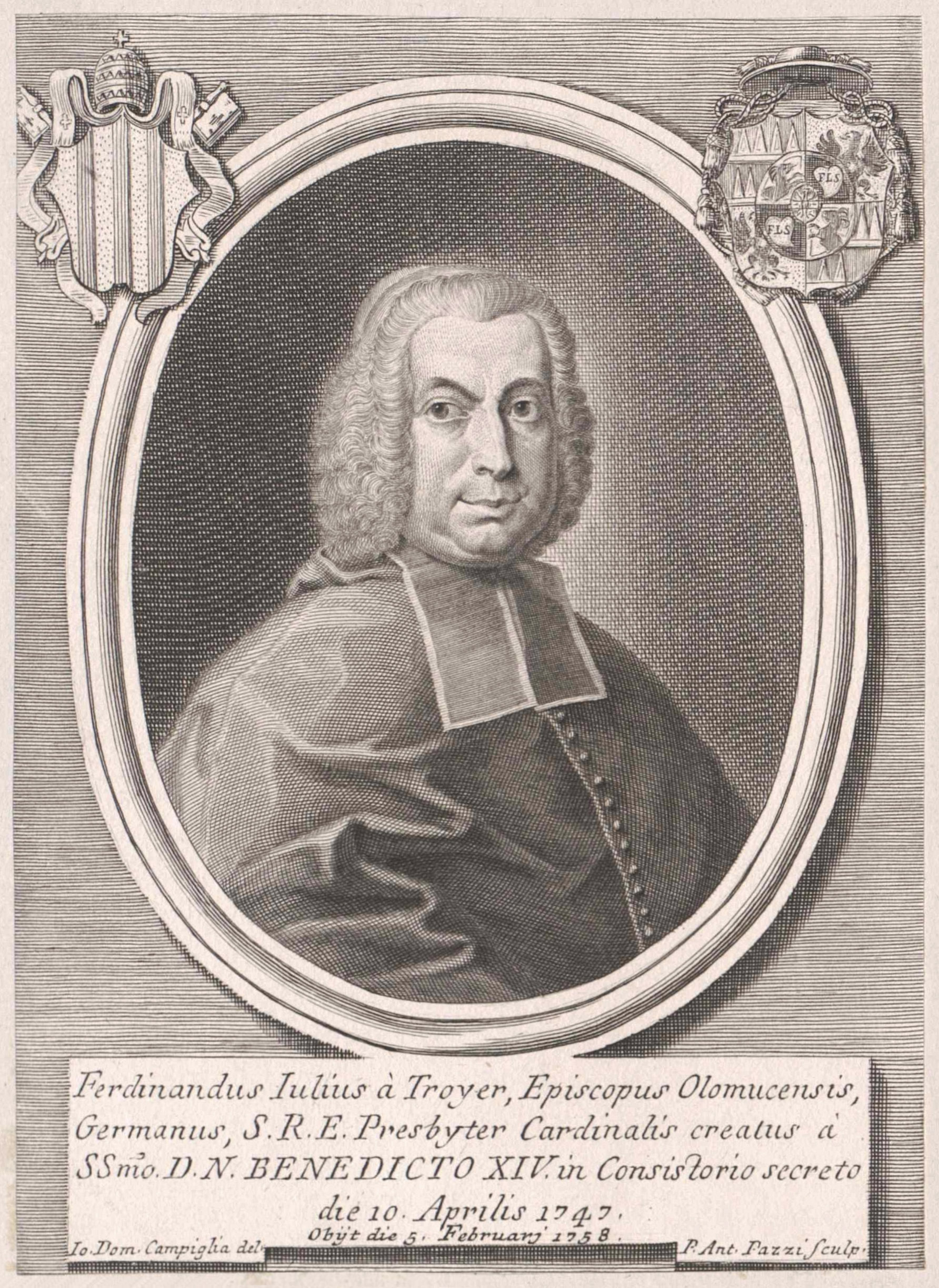
Kardinál Ferdinand Julius Troyer

Pocházel ze šlechtického rodu původem z Lucemburska, později usazeného v Tyrolsku a v roce 1697 povýšeného do hraběcího stavu. Narodil se jako nejstarší syn císařského tajného rady hraběte Františka Antonína Troyera (1652–1712) a jeho manželky Marie Maxmiliány, rozené svobodné paní z Teuffenbachu. Již v dětském věku byl jmenován kanovníkem v Olomouci, poté studoval v Římě na katolické koleji Collegium Germanicum. Dne 15. prosince 1720 byl vysvěcen na kněze a v roce 1722 získal doktorát z teologie. Od roku 1725 byl sídelním kanovníkem v Olomouci a od roku 1731 arciděkanem v Opavě. V roce 1741 se stal scholastikem dómu olomouckého.
V prosinci roku 1745 byl 26 hlasy jednomyslně zvolen knížetem biskupem v Olomouci. Tehdejší světící biskup, Otto Honorius z Egkhu ho vysvětil 22. května 1746. Po intronizaci absolvoval slavnostní vjezd do Olomouce, který se stal ve městě významnou společenskou událostí (27. srpna 1747). Troyerův slavnostní vjezd do Olomouce je zachycen na rozsáhlé panoramatické malbě F. V. Korompaye vystavené dnes v Arcidiecézním muzeu v Olomouci. a několika dalších obrazech. Kardinálem byl jmenován 16. dubna 1747 papežem Benediktem XIV., kardinálský klobouk převzal ve Vídni. V roce 1746 byl také jmenován císařským tajným radou. Po smrti vídeňského arcibiskupa Sigismunda Kolonitsche obdržel čestný titul Protector Germanie. Důležitý úkol mu připadl v červnu 1748, kdy v Brně, Kroměříži a Olomouci hostil Marii Terezii a císaře Františka Štěpána (císařský pár navštívil Olomouc později ještě jednou v roce 1754).

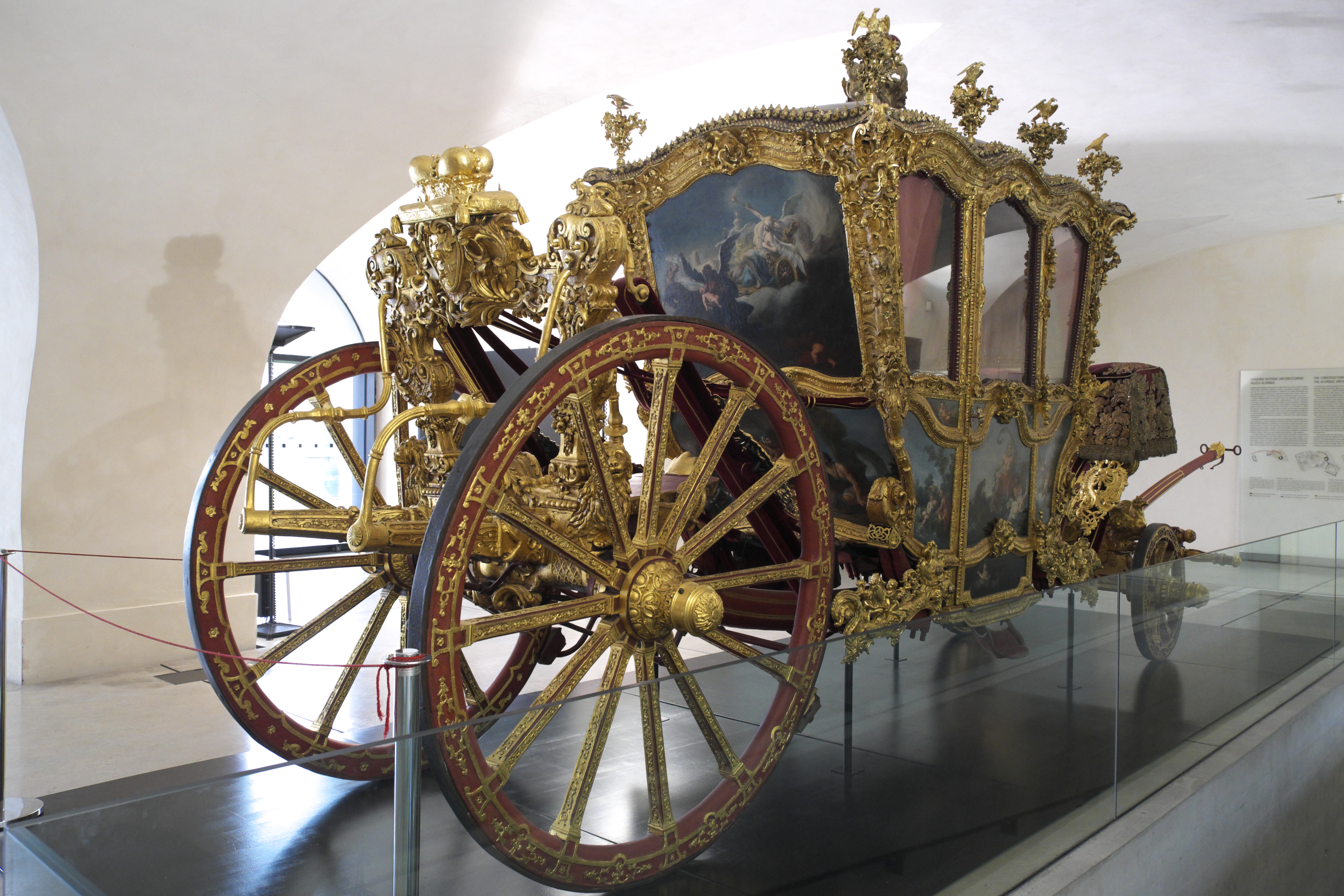
Kočár kardinála Troyera (sbírky Arcidiecézního muzea v Olomouci)

Jako olomoucký biskup vykonal řadu vizitačních cest po diecézi, zřídil několik děkanátů a nových far. Navázal na snahy předchozího olomouckého biskupa Wolfganga Hannibala Schrattenbacha o svatořečení Jana Sarkandra (za svatého byl prohlášen až v roce 1995). Za jeho éry skončilo olomouckým biskupům právo razit vlastní mince a tolar z roku 1756 byl poslední mincovní ražbou kroměřížské biskupské mincovny.
Pod jeho patronátem byla v Olomouci dokončena výstavba sloupu Nejsvětější Trojice, který byl slavnostně vysvěcen v roce 1754 za účasti Marie Terezie a Františka Štěpána Lotrinského při jejich druhé návštěvě Olomouce. Po ničivém požáru Kroměříže v roce 1752 zahájil obnovu zámku, která pokračovala i po jeho smrti. V Kroměříži také finančně podporoval dostavbu piaristického kostela sv. Jana Křtitele. Na biskupském panství Vyškov nechal postavit dva lovecké zámky, které nesou jeho jméno (Ferdinandsko, Troyerstein). Jeho osobnost připomíná také pojmenování obce Trojanovice založené v roce 1754 pod Radhoštěm.
Zemřel v Brně 5. února 1758 ve věku šedesáti let, pohřben byl v kryptě katedrály sv. Václava.
Jeho mladší bratr Kryštof Evarist Troyer (1701–1788) byl císařským komořím a žil na Moravě. V roce 1754 obdržel moravský inkolát a v roce 1755 získal od bratra biskupský lenní statek Horní Moštěnice, který pak potomkům patřil do roku 1854.